# Daniel Franzén
Bror Daniel Franzén, född 23 oktober 1972, är en svensk konstnär, inredningsarkitekt och möbeldesigner.

## 11 m²
Franzén, som är master of fine arts, är utbildad på Konstfack 1997–2002 och 1999–2000 på TOHOKU Univetsity of Art and Design i Japan. Hans examensprojekt 11 m² var en lägenhet på endast elva kvadratmeter. Grundidén var att allt i lägenheten skulle vara funktionellt trots den begränsade ytan men inte traditionell compact living-lägenhet där saker fälls ut och är små. Köket är utrustat med diskmaskin och en två meter lång bänkskiva. Det finns ett bord med plats för upp till 10 personer och sängen är en 120 cm bred tempurmadrass. Högtalare är inbyggda i väggarna och det finns toalett med dusch.

## TAF
Franzén bildade arkitektkontoret TAF tillsammans med Mattias Ståhlbom och Gabriella Gustafson. Franzén och Ståhlbom fick pris för sin bordsserie Chamfer som årets möbel 2006. Åren 2002–2005 drev de tre företaget och ritade bland annat caféet Hornstulls Mjölkbar i Stockholm.

## Senare karriär
Franzén har även ritat ett smycke som sammanflätar de tre abrahamitiska religionerna; det visades på en utställning där världsartisten Madonnas anställda uppmärksammade det och bad om ett exemplar till henne.
Sedan 2005 arbetar Franzén i egen regi under namnet Bunker Hill och har börjat producera egna föremål, bland annat tre träljusstakar svarvade som flaskor.
2009 hade Franzén sin första separatutställning kallad Greatest Hits 1999–2009 på Designgalleriet i Stockholm. Samma år inleddes ett samarbete med designern Marie-Louise Gustafsson; tillsammans gjorde de en serie paraplyformade lampor. Come rain or come shine blev uppmärksammad bland bloggare och i media. 2010 färdigställdes butiken och hipster-ikonen i Stockholm, Mr Mudd and Mr Gold som ritades på uppdrag av ägarna. Samma år utsåg tidningen Café butiken till årets butik och blev nominerad i kategorin outstanding new store på WGSN global fashion awards  Lägenheten Blomkvist apt. som ritades 2011 presenteras i boken Northern Delights 2013. År 2013 lanserades en lampkollektion för företaget Markslöjd.
Mellan 2014 och 2018 arbetade Franzén med konstnärliga projekt under ett anonymt könsneutralt alias som kulminerade i ett offentligt konstverk i Härnösand tillägnat författaren Alfhild Agrell.  2019 hade han i samma stad en stor separatutställning med över 100 verk från aliasperioden. 
Från 2021 representeras Franzén av Galleri Duerr i Stockholm. 
Samma år hade han separatutställningen ”Outside the white cube” på galleriet. Där gjorde han ett platsspecifikt verk dolt bakom väggarna till galleriet. Det genomfördes när han sov över på galleriet natten före vernissagen.  
Sedan 2018 arbetar Franzén även som adjunkt på Konstfack i Stockholm.